# 3月22日
3月22日是公历一年中的第81天（闰年第82天），离全年的结束还有284天。		

## 大事记

### 19世紀以前
- 238年：罗马帝国总督戈尔迪安一世自立为皇帝，并任命戈尔迪安二世为共治皇帝。
- 1312年：在法國國王腓力四世施壓下，教宗克萊孟五世在維埃納公會議解散聖殿騎士團。
- 1421年：英法百年战争期间的博热战役中，英国人被法国人的苏格兰盟友击败，英国国王亨利五世的兄弟，兰开斯特的托马斯，第一任克拉伦斯公爵（英语：Thomas of Lancaster, 1st Duke of Clarence）战死。
- 1499年：士瓦本战争中，在巴塞尔附近发生了布鲁德霍尔茨战役。士瓦本同盟在对阵旧瑞士联邦的战斗中遭遇惨败。
- 1638年：安妮·哈欽森因參與唯信仰論之爭（英语：Antinomian Controversy）而被麻薩諸塞灣殖民地驅逐。

### 19世紀
- 1849年：約瑟夫·拉德茨基率領的奧地利帝國軍隊在諾瓦拉戰役中擊敗薩丁尼亞王國軍隊。
- 1888年：英國英格蘭足球總會正式創立英格蘭足球聯賽，為世界上第一個職業足球聯賽。
- 1895年：法國導演盧米埃爾兄弟拍攝的作品《工廠大門》在巴黎舉辦首次電影放映會。
- 1896年：卡里勞斯·瓦西拉科斯在為首屆夏季奧運做準備的過程中贏得第一場現代馬拉松冠軍。

### 20世紀
- 1913年：自封为越南皇帝的潘赤龙遭到法属印度支那殖民政府的逮捕，但隔天支持者开始展开大规模的反抗行动。
- 1913年：日本高山測量師野呂寧率領約300人的隊伍探勘合歡山，因錯估天氣發生重大山難，造成至少89人死亡[1]。
- 1914年：上海图画美术学院开始使用人体模特兒。
- 1916年：中華帝國皇帝袁世凱宣佈取消帝制，复任中華民國大總統。
- 1933年：纳粹德国于慕尼黑建成为了实施犹太人大屠杀的达豪集中营。
- 1935年：波斯王國巴勒維王朝國王汗正式頒布決定，將國家的名稱由波斯更改為伊朗。
- 1938年：三星集团前任集团会长李秉喆于韩国大邱成立了三星商会。（三星商会以演变为现今的三星集团）
- 1941年：中国国民政府设立上饶集中营。
- 1945年：埃及、伊拉克、外约旦等七个阿拉伯国家代表在开罗成立阿拉伯国家联盟。
- 1956年：民權領袖马丁·路德·金因抵制种族隔离制度而被判有罪。
- 1963年：披头士乐团所录制的第一张专辑《请取悦我》正式发售。
- 1971年：轟動香港的「毒馬案」開審。
- 1972年：美国参议院通过《平等权利修正案》（简称《平权法案》）。
- 1990年：美国雅芳公司首次将传销引入中国大陆市场。
- 1990年：中华人民共和国与纳米比亚建交。
- 1990年：在台北發生、被稱為「野百合學運」的三月學運和平結束。
- 1991年：《与狼共舞》获第63届奥斯卡最佳影片奖。
- 1992年：全美航空405號班機自紐約拉瓜地亞機場起飛後不久於法拉盛灣（英语：Flushing Bay, New York）墜毀，機上51人中27人罹難。此次事故促使研究人員更深入研究冰對航空器的影響。
- 1993年：南韓政府公佈新經濟百日計劃。
- 1993年：美国英特尔公司制造的新一代微处理器Pentium开始正式出货。
- 1995年：俄羅斯太空人瓦列里·波利亞科夫從和平號太空站返回地球，創下單次停留時間最長的紀錄。

### 21世紀
- 2004年：巴勒斯坦哈瑪斯創始人艾哈邁德·雅辛在加薩走廊遭到以色列國防軍空襲身亡。
- 2007年：周俊勛在第11屆LG盃世界棋王賽三戰兩勝第三局半目勝胡耀宇獲得個人第一個世界冠軍。
- 2008年：中國國民黨的馬英九、蕭萬長以58%的得票率當選第十二任中華民國正副總統。
- 2018年：美國總統唐納·川普於2018年3月22日簽署備忘錄，指示美國貿易代表對從中華人民共和國進口的商品徵收關稅，涉及的商品總計達600億美元。中華人民共和國商務部其後向128種美國進口商品徵稅，其中包括美國對中華人民共和國出口最多的貨品大豆。2018年中美貿易戰於2018年7月6日美東時間凌晨零時一分，北京時間中午十二時一分，正式開戰
- 2019年：非洲西部國家迦納首都阿克拉發生兩輛巴士對撞，至少60人身亡，另外有28人受傷。[2]
- 2024年：伊斯兰国恐怖分子向俄罗斯莫斯科州克拉斯诺戈尔斯克的番红花城市大厅发动恐怖袭击，造成至少144人死亡、551人受伤。

## 出生
- 1212年：後堀河天皇，日本第86代天皇（1234年逝世）
- 1459年：馬西米連一世，神聖羅馬帝國皇帝（1519年逝世）
- 1797年：威廉一世，德意志帝國皇帝（1888年逝世)
- 1799年：弗里德里希·阿格兰德，普鲁士天文学家（1875年逝世）
- 1816年：約翰·弗雷德里克·肯塞特，美國風景畫家、雕刻家（1872年逝世）
- 1868年：艾爾弗雷德·福勒，英國天文學家（1940年逝世）
- 1868年：羅伯特·密立根，美國物理學家，1923年諾貝爾物理學獎得主（1953年逝世）
- 1880年：小磯國昭，日本陸軍上將、政治人物，第41任內閣總理大臣（1950年逝世）
- 1883年：大錦大五郎，日本相撲力士，第28代橫綱（1943年逝世）
- 1896年：贺龙，中國政治家、軍事家（1969年逝世）
- 1909年：納森·羅森，美籍以色列裔物理學家（1995年逝世）
- 1913年：薩比哈·格克琴，土耳其飛行員，世界上第一位女性戰鬥機飛行員（2001年逝世）
- 1929年：比·南利，马来西亚巨星（1973年逝世）
- 1929年：草間彌生，日本女性前衛藝術家
- 1930年：史蒂芬·桑坦，美國音樂劇、電影音樂作曲家、劇作家（2021年逝世）
- 1930年：帕特·羅伯遜，美國傳媒大亨、牧師（2023年逝世）
- 1931年：威廉·夏特纳，美國電影演員
- 1933年：阿布哈桑·巴尼薩德爾，伊朗政治人物，首任伊朗總統（2021年逝世）
- 1934年：，美國政治人物，曾任聯邦參議員（2022年逝世）
- 1940年：吳漢潤，柬埔寨裔美國醫生、演員、作家（1996年逝世）
- 1941年：布鲁诺·冈茨，瑞士電影演員（2019年逝世）
- 1941年：約瑟夫·A·伯恩斯，美國天文學家（2025年逝世）
- 1946年：黃家達，香港演員
- 1948年：安德鲁·韦伯，英國劇作家
- 1951年：扎勒米·哈利勒扎德，美国外交官
- 1953年：水樹和佳子，日本漫畫家，後24年組之一
- 1957年：迈克尔·J·莫斯利，英國製片人（2024年逝世）
- 1958年：法提赫·比羅爾，土耳其經濟學家、能源專家
- 1962年：北野勇作，日本科幻小說家、演員
- 1963年：马丁·比斯卡拉，秘鲁政治人物，前任祕魯總統
- 1964年：朴重勳，韓國男演員
- 1969年：馮友薇，臺灣女性配音員
- 1969年：穆罕默德·賈拉利，敘利亞土木工程師、政治人物，第69任敘利亞總理
- 1972年：埃爾維斯·斯托克，加拿大花式滑冰運動員
- 1973年：亞歷克斯·帕迪利亞，美國政治人物，現任加州聯邦參議員
- 1976年：余秀華，中國詩人
- 1976年：高龍偉，台灣棒球選手
- 1976年：麗絲·韋花絲潘，美國女演員
- 1980年：米歇爾·博索納羅，巴西第一夫人
- 1981年：莊凱勛，台灣男演員
- 1981年：黃鐙輝，台灣男演員
- 1981年：Jenya，俄羅斯裔日本女性聲優、歌手
- 1982年：萩原舞，日本AV女优
- 1982年：吳恬敏，美國华裔女演員
- 1985年：王麗坤，中國女演員
- 1985年：張峻寧，中國男演員
- 1986年：劉荷娜，韓國女演員
- 1986年：全寶藍，韓國女子偶像團體T-ara前成員
- 1987年：GAI，中國男饒舌歌手
- 1989年：陳靜，香港藝人、模特兒
- 1989年：黃雅莉，中國女歌手、演員
- 1994年：河成雲，韓國男子團體前Wanna One成員，現為個人solo
- 1995年：戴祖儀，香港女藝人，歌手
- 1995年：蔣龍，中國男演員
- 1996年：布桑蘭·恩布魯龐，泰國女子羽球運動員
- 1997年：佐藤元，日本男性聲優
- 1997年：路易斯·費利佩，義大利職業足球運動員
- 1998年：川後陽菜，日本女子偶像團體乃木坂46成員
- 2000年：歐帕瓦·吉沙晚迪，泰國男演員
- 2001年：咸元進，韓國男子偶像團體CRAVITY成員
- 生年不詳：尾崎真實，日本女性聲優

## 逝世
- 1393年：蓝玉，明朝大将（生年不詳）
- 1687年：让-巴普蒂斯特·吕利，義大利裔法國巴洛克作曲家（1632年出生）
- 1727年：穆萊·伊斯梅爾，摩洛哥蘇丹（1645年出生）
- 1832年：约翰·沃尔夫冈·冯·歌德，德国诗人（1749年出生）
- 1853年：讓-圖桑·阿里吉·德·卡薩諾瓦，法國外交官、軍人（1778年出生）
- 1913年：宋教仁，中国近代民主革命家（1882年出生）
- 1916年：克里斯蒂安·格里彭克爾，德國畫家（1839年出生）
- 1943年：新美南吉，日本兒童文學作家（1913年出生）
- 1947年：郭守義，臺灣醫生，二二八事件受難者（1912年出生）
- 1969年：恩斯特·德意志，德國演員（1890年出生）
- 1971年：萬榮華，英國長老教會傳教士，台灣足球運動先驅（1886年出生）
- 1977年：谭富英，中國著名京剧演员（1906年出生）
- 1994年：小霍頓·H·霍布斯，美國分類學家、甲殼動物學家（1914年出生）
- 1995年：黄汲清，中国地质学家（1904年出生）
- 2001年：威廉·漢納，美國動畫師、導演、製片人、配音演員、卡通畫師（1910年出生）
- 2001年：薩比哈·格克琴，土耳其飛行員，世界上第一位女性戰鬥機飛行員（1913年出生）
- 2004年：潘霞，中國電視劇女導演（1937年出生）
- 2004年：艾哈邁德·亞辛，巴勒斯坦伊斯蘭抵抗運動哈馬斯的精神領袖與創始人（1937年出生）
- 2005年：丹下健三，日本建築師（1913年出生）
- 2007年：村上弘，日本政治人物（1921年出生）
- 2008年：弗朗茨·斯蒂格勒，德國飛行員（1915年出生）
- 2010年：樊畿，華裔美國數學家（1914年出生）
- 2010年：詹姆士·W·布拉克，蘇格蘭藥理學家，1988年諾貝爾生理學或醫學獎得主（1924年出生）
- 2016年：羅柏特·福特，加拿大政治人物、商人（1969年出生）
- 2020年：梁天，香港演員、電視劇編導及監製（1932年出生）
- 2020年：劉真，臺灣藝人、舞蹈家（1975年出生）
- 2023年：團時朗，日本男演員（1949年出生）
- 2023年：吳永培，臺灣稻米培育專家（1965年出生）
- 2025年：格扎維埃·勒皮雄，法國地質學家（1937年出生）

## 节假日和习俗
- 世界水日
- 日本：放送記念日